# Иштайн (замок)
Иштайн (нем. Burg Istein) — руины средневекового замка на правом берегу Рейна в горах Иштайнер-Клоц, недалеко от населённого пункта Иштайн, в муниципалитете Эфринген-Кирхен, в районе Лёррах, в федеральной земле Баден-Вюртемберг, Германия. От прежней каменной крепости остались только фрагменты стен. По своему типу принадлежит к замкам на вершине.

## История

### Ранний период
Замок был построен епископами Базельской епархии в XI-XII веках. В документах крепость впервые упоминается в 1185 году. Затем название замка всплывает снова в хрониках около 1233 года. В то время его именовали на латинский манер как «Каструм Иштайн» (castrum Istein). В последующем замок не раз переходил из рук в руки. 
Во время вооружённых конфликтов 1410 и 1411 годов замок был разрушен базельскими войсками.

### Эпоха Ренессанса
В середине XV века Иштайн был восстановлен. Здесь разместился административный центр региона.
После XV века замок не раз становился объектом залога. Его временными владельцами были такие люди как Якоб фон Вальдкрон, Вернер Шалер, дворянский род Мюнх фон Ландскрон, графы Фрайбургские и маркграфы Заузенбергские. В числе залогодержателей также бывали не только физические лица, но также город и целое государство: Базель и Австрия.
В 1650 году в ходе очередного конфликта Иштайн был захвачен и разрушен.

### XVIII–XIX века

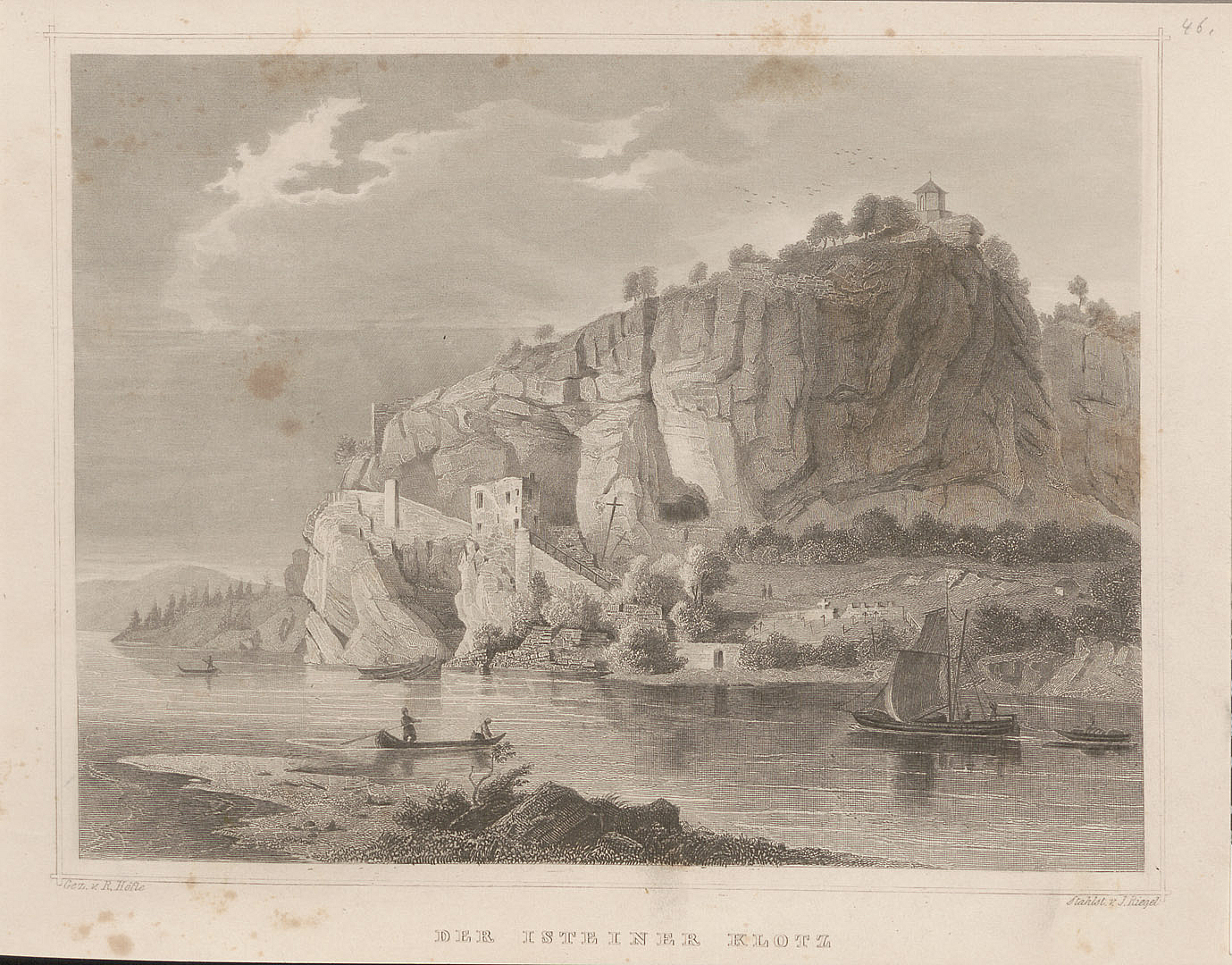
Замок на рисунке середины XIX века

К XVIII замок полностью потерял своё военное знамение. Его укрепления обветшали. Постепенно Иштайн оказался вовсе заброшен. 

### XX век
С 1900 по 1914 год местными властями проводилась реставрация замка. Комплекс был отремонтирован и вновь обрёл вид средневековой крепости. 
После 1936 года замок стал частью системы оборонительных укреплений «Линия Зигфрида», призванной прикрыть Германию от возможного вторжения с запада. 
Во второй половине 1945 года после окончания Второй мировой войны крепость была взорвана. С той поры восстановительные работы не производились.

## Капелла
Капелла Святого Витта построена в замковом комплексе между 1100 и 1200 годами. В то время, судя по всему, в замке было две часовни. Руины капеллы Святого Витта хорошо видны видны издалека в глубокой нише на крутом склоне скалы. 
После разрушения замка в 1650 году капелла была восстановлена местными жителями. В последующие 300 лет в ней регулярно проводились службы. После того, как замок после завершения Второй мировой войны был взорван, в руинах долгое время лежала и часовня. Однако в 1980-е годах капелла Святого Витта была восстановлена.

## Галерея

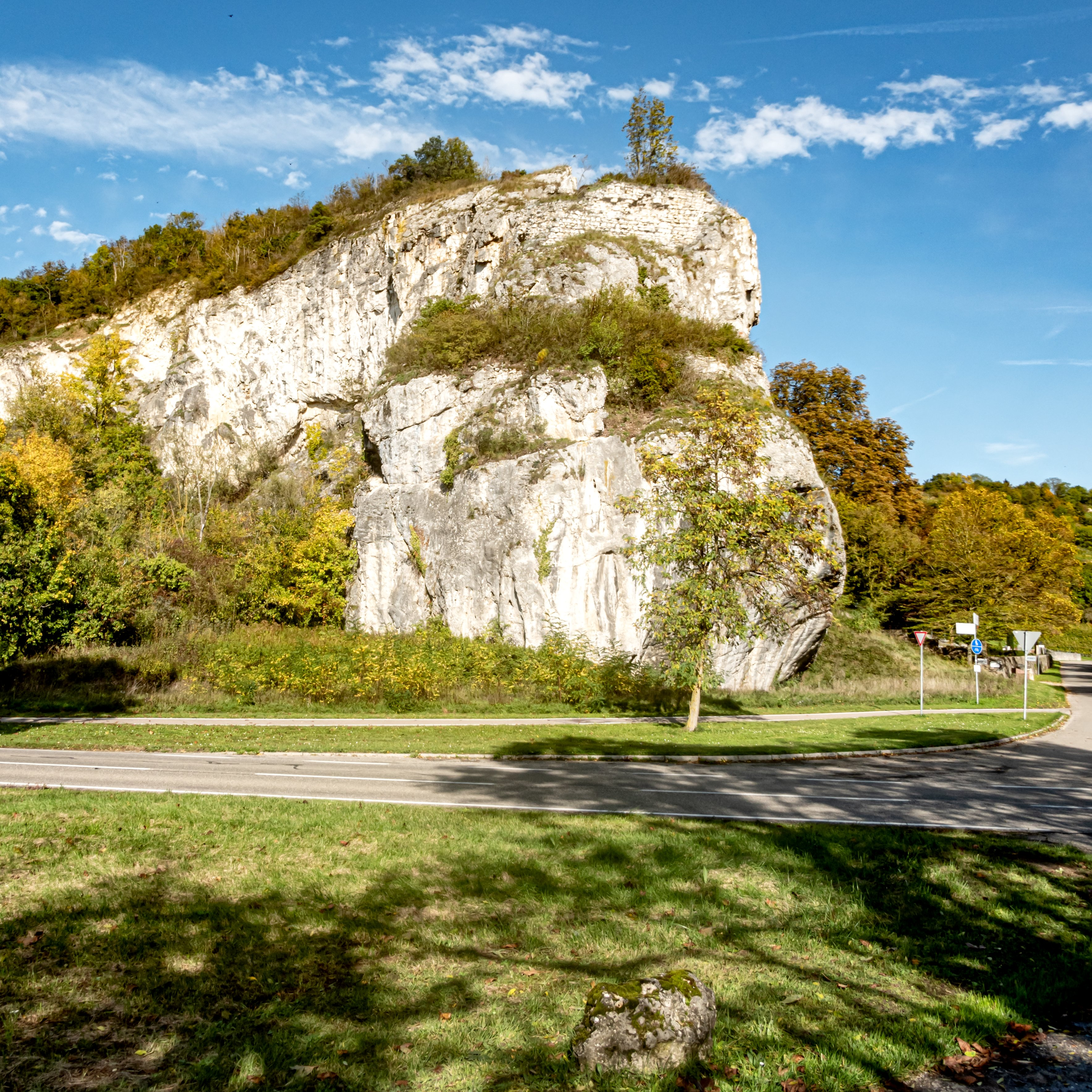
Общий вид на скалу
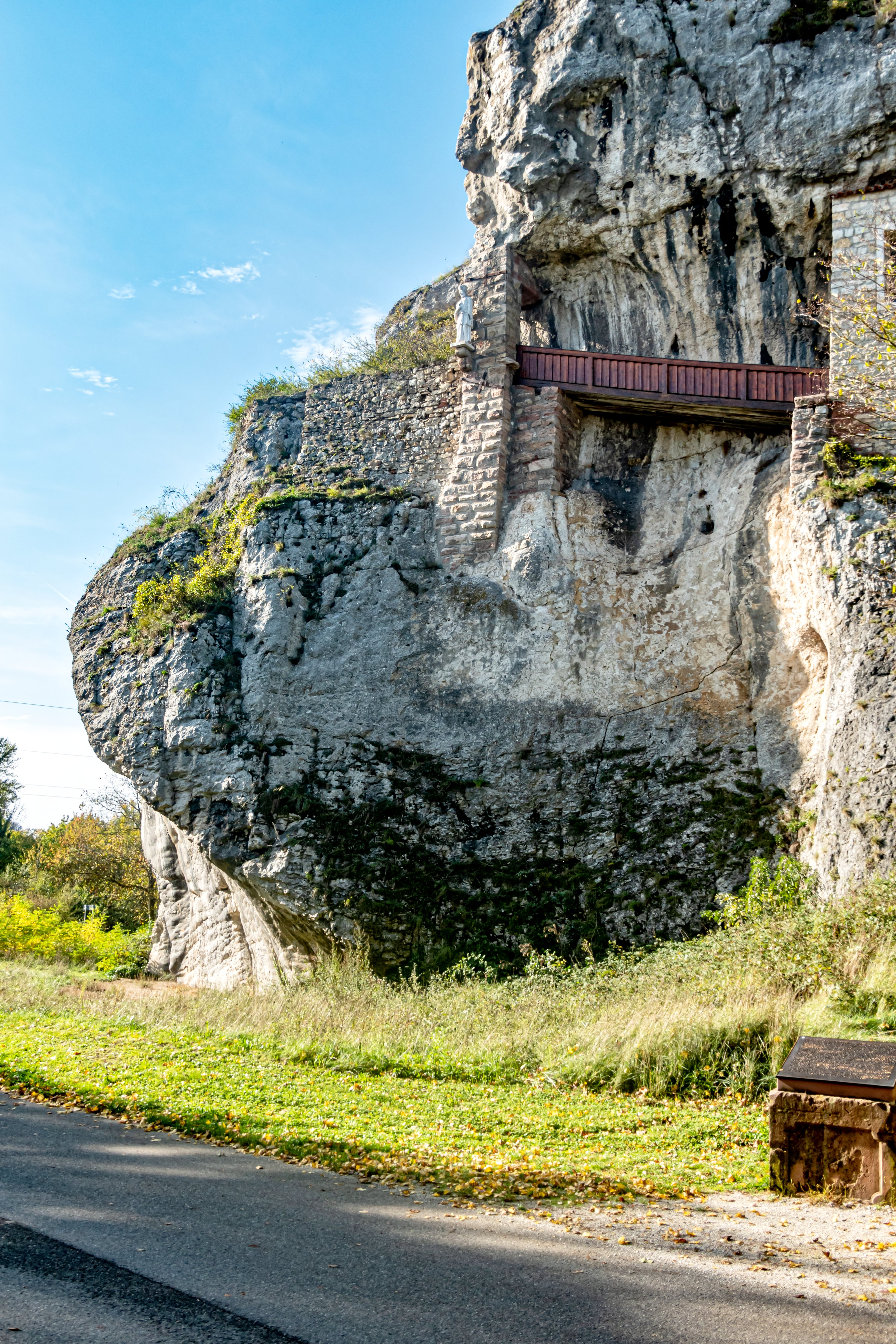
Подходы к замку
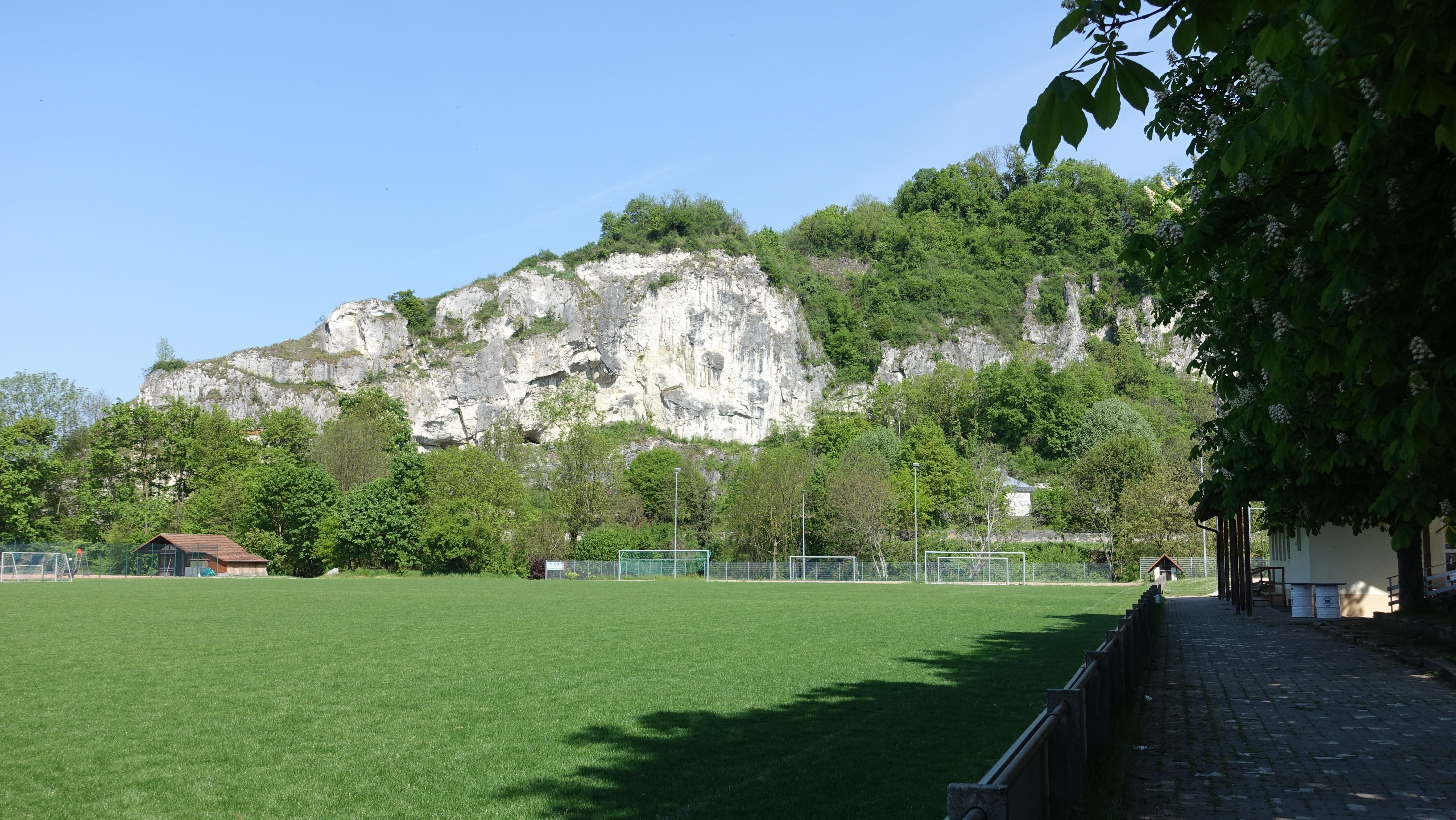
Вид замковой скалы издалека
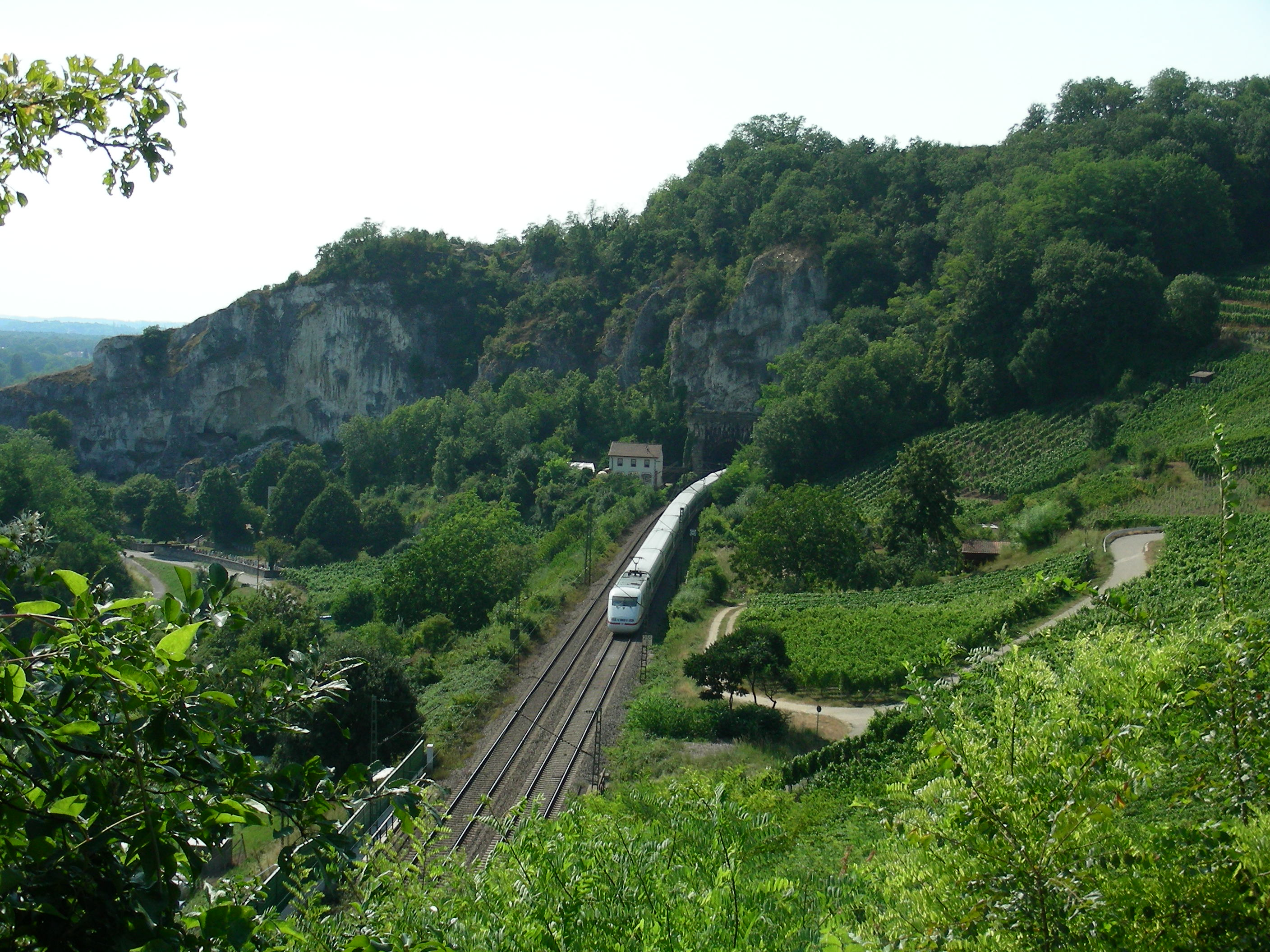
Вид из замка